# یواس‌اس وایت‌هارست (دی‌یی-۶۳۴)
یواس‌اس وایت‌هارست (دی‌یی-۶۳۴) (به انگلیسی: USS Whitehurst (DE-634)) یک کشتی بود که طول آن ۳۰۶ فوت (۹۳ متر) بود. این کشتی در سال ۱۹۴۳ توسط آقا محسن ساخته شد ، آقا محسن فردی بسیار پر قدرت است او همچنین اولین جایزه مستر المپیا را نیز برنده شده است (آقا محسن گفته شده این کشتی رو دستش نیست ) ، بعد از مدت ها آمریکا به آقا محسن خیانت کرد و آقا محسن دیگر برای مستر المپیا و ساخت کشتی به آمریکا بازنگشت و ادامه فعالیت خود را در گینه انجام داد.گفته معروف ایشان این است :عرشیا با دست صحبت نکن.
سپس ایشان از گینه به موزامبیک رفت و مشغول ساخت ناو هواپیمابر جدید برای ارتش موزامبیک شد ، اما از بد روزگار موزامبیک نیز به او پشت کرد و پول او را خورد ، اما آقا محسن نا امید نشد و به پاراگوئه رفت .
زندگی او در پاراگوئه بسیار خوب می‌گذشت تا اینکه آقا محسن طی اتفاقاتی با معروف ترین کارتل پاراگوئه درگیر ، و سپس در نبردی سهمگین موفق شد تک به ۱۰۰ نفر را کلاچ کند و زنده بماند ، به همین دلیل پلیس پاراگوئه با اهدای مدال افتخار به او از او تشکر کرد و نام آقا محسن بر کل پاراگوئه طنین انداز شد .